# Nowa Wieś (Jasień)
Nowa Wieś – przysiółek wsi Jasień w Polsce, położona w województwie małopolskim, w powiecie brzeskim, w gminie Brzesko.
Leży na południe od Jasienia, w rejonie ulicy Wiśniowej.
Dawniej samodzielna wieś i gmina jednostkowa. W latach 1975–1998 należała administracyjnie do województwa tarnowskiego.